# بول شريدر
بول شريدر (22 يوليو 1946) كاتب ومخرج وناقد أمريكي. شارك في تأليف أبرز أعمال المخرج مارتن سكورسيزي مثل سائق التاكسي (1976) والثور الهائج (1980) والإغراء الأخير للسيد المسيح (1988).

## سيرته
ولد شريدر في ميشيغان لأسرة متدينة بروتستانتية كالفينية ذات أصول هولندية. كان والده شارلز شريدر يعمل مديرا تنفيذيا. وقد تأثر كثيرا في حياته المبكرة بالمبادئ الدينية الصارمة وتعاليم والديه. لم ير أي فيلم حتى عمر السابعة عشرة، حين أصبح قادرا على التسلل بعيدا عن المنزل. وفي مقابلة قال إن أول فيلم شاهده هو «الأستاذ الغائب العقل» (1961) وهو فيلم خيال علمي سهل. لم يؤثر فيه هذا الفيلم كما أثر فيه فيلم إلفيس بريسلي «براري البلاد» (1961). يصف شريدر رؤيته للأفلام بأنها تعاط فكري لا عاطفي، وهذا لأنه لم يتعرف على الأفلام إلى في وقت متأخر.
حصل شريدر على بكالوريوس الآداب من «كلية كالفن» للفنون الجميلة، مع دورة في اللاهوت. ثم حصل على درجة الماجستير في الدراسات السينمائية من جامعة كاليفورنيا برعاية الناقدة السينمائية المعروفة «بولين كايل» (1919-2001). مشى شريدر على خطى كايل وأصبح ناقدا سينمائيا، وكتب لصحف ومجلات في لوس أنجلوس. ثم ألف سنة 1972 كتابه «الأسلوب المتعالي في صناعة الفيلم: أوزو، بريسون، درير» الذي درس فيه أوجه التشابه بين المخرج الفرنسي روبرت بريسون، والمخرج الياباني ياسوجيرو أوزو، والمخرج الدنماركي كارل تيودور دراير. ثم نشر مقالته «ملاحظات على أفلام النوار» وأصبحت المقالة مصدرا كثيرا ما يستشهد به.
تأثر شريدر كثيرا بفيلم قواعد اللعبة (1939) ووصفه بأنه «فيلم جوهري» يمثل «كل السينما».

## مجال الأفلام
عام 1974، ألف شريدر وشقيقه ليونارد سيناريو «ياكوزا»، فيلم جريمة على الطريقة اليابانية. أصبح السيناريو محل مزايدات طاحنة، وبيع في نهاية المطاف بملغ 325 ألف دولار. أخرج الفيلم سيدني بولاك وقام ببطولته روبرت ميتشوم. رغم فشل الفيلم تجاريا إلا أن كاتبه جذب أنظار مخرجي هوليوود الجديدة. في 1975 كتب سيناريو «قلق» للمخرج براين دي بالما. وكتب السيناريو المبدئي لفيلم لقاءات قريبة من النوع الثالث الذي لم يناسب المخرج ستيفن سبيلبرغ فغيره.
ثم كتب شريدر أهم سيناريو له عن هواجس سائق سيارة أجرة في مدينة نيويورك الذي قدمه مارتن سكورسيزي في فيلمه سائق التاكسي. وقدم لسكورسيزي أيضا نصوصا أخرى، حكاية الملاكمة الثور الهائج، والإغراء الأخير للسيد المسيح، وإظهار الموتى عام 1999.
بفضل الاحتفاء بقصة سائق التاكسي، تمكن شريدر من إخراج أول فيلم له، «الطوق الأزرق» (1978)، وشاركه في كتابته شقيقه ليونارد. قام بالبطولة ريتشارد بريور وهارفي كيتل ويافيت كوتو كعمال مصنع السيارات في محاولة للهروب من أزمتهم الاجتماعية والاقتصادية من خلال السرقة والابتزاز. وقد وصف شريدر الفيلم بأنه كان تجربة صعبة، بسبب التوترات الفنية والشخصية بينه وبين العاملين فيه. خلال تصوير الفيلم عانى من انهيار عصبي، ما جعله يعيد النظر بجدية في حياته المهنية. في العام التالي 1979 قدم فيلم «المتشددون»، من تأليفه أيضا، قصته فيها العديد من التشابه مع سيرته الذاتية من حيث تصوير الوسط الكالفيني لمدينته غراند رابيدز وشخصية الممثل جورج سي سكوت التي تشبه شخصية والد شريدر.
من بين أفلام بول شريدر في الثمانينيات كان «رجل بلا عقل» بطولة ريتشارد جير (1980)، نسخة جديدة من فيلم الرعب «قبيلة القطط» (1982) الذي صدر أول مرة سنة 1942. ثم «ميشيما: حياة في أربعة فصول» (1985) المبني على حياة الأديب الياباني يوكيو ميشيما، يمزج الفيلم بين حوادث من حياة ميشيما مع قصص من كتبه. تم ترشيح الفيلم للحصول على الجائزة الكبرى في مهرجان كان السينمائي. كان فرانسيس فورد كوبولا وجورج لوكاس منتجين تنفيذيين للفيلم.
في 1987 كان عضو لجنة تحكيم في مهرجان برلين السينمائي الدولي. أخرج عام 1988 فيلم سيرة عن حادثة اختطاف باتي هيرست وريثة شركة هيرست.

## روابط خارجية
- بول شريدر على موقع IMDb (الإنجليزية)
- بول شريدر على موقع روتن توميتوز (الإنجليزية)
- بول شريدر على موقع روتن توميتوز (الإنجليزية)
- بول شريدر على موقع مونزينجر (الألمانية)
- بول شريدر على موقع ألو سيني (الفرنسية)
- بول شريدر على موقع أول موفي (الإنجليزية)
- بول شريدر على موقع بوكس أوفيس موجو (الإنجليزية)
- بول شريدر على موقع قاعدة بيانات الأفلام السويدية (السويدية)
- بول شريدر على موقع إن إن دي بي (الإنجليزية)
- بول شريدر على موقع ديسكوغز (الإنجليزية)